# Eriocercospora olivacea
Eriocercospora olivacea är en svampart som beskrevs av Kris A. Pirozynski 1974. Eriocercospora olivacea ingår i släktet Eriocercospora och familjen Mycosphaerellaceae.   Inga underarter finns listade i Catalogue of Life.